# Litauszki Róbert
Litauszki Róbert (Budapest, 1990. március 15. –) magyar labdarúgó. A Vasas SC játékosa.

## Pályafutása

### Klubcsapatokban

#### Újpest FC
Litauszki 2004 óta futballozott Újpesten, korábban a Dunaújvárosban és az MTK-ban játszott. A korosztályos válogatottakban 16 alkalommal szerepelt.
A 2013–14-es szezonban kapott egyre több lehetőséget klubjában, 21 mérkőzésen 2 gólt szerzett. A 2014–15-ös idényben mindössze egy mérkőzés hagyott ki eltiltás miatt, az MTK ellen az ő szabadrúgásból szerzett találatával nyerték meg a mérkőzést (1–0). A következő idényben 30 mérkőzésen lépett pályára, ebből 29-en kezdőként. Teljesítményének köszönhetően külföldi klubok figyelmét is felhívta magára.

#### KS Cracovia
2016. május 21-én az Újpest FC hivatalos honlapján jelentette be, hogy Litauszki július 1-től a lengyel élvonalbeli KS Cracovia Kraków-ban folytatja karrierjét.
Július 17-én a Piast Gliwice elleni bajnokin mutatkozott be új csapatában, végig játszotta az 5–1-re megnyert mérkőzést. A következő fordulóban a Nieciecza ellen öngólt vétett a 32. percben, egy beadásnál az ő lábáról pattant a kapuba a labda. A 78. percben lecserélték. Legközelebb több mint négy és fél hónap múlva, a Lech Poznań elleni bajnokin kapott lehetőséget. Az egész szezonban három bajnokin és kupamérkőzésen, valamint egy Európa-liga-selejtezőn kapott játéklehetőséget, így 2017. június 8-án közös megegyezéssel felbontották a szerződését.

#### Újpest FC
Még aznap hivatalosan is bejelentették, hogy egy évre újra a fővárosi lila-fehérek játékosa lesz. A következő három szezonban alapembere volt a lila-fehér csapatnak, amelynek színeiben összesen 162 alkalommal szerepelt a magyar élvonalban. 2020 nyarán a másodosztályban szereplő Vasas igazolta le.

#### Vasas
2021 június végén egy előkészületi mérkőzésen szárkapocscsonttörést szenvedett.

### A válogatottban
2017. novemberében meghívott kapott Szélesi Zoltán szövetségi kapitánytól a Costa Rica-i válogatott elleni mérkőzésre készülő magyar válogatott keretébe. Egy évvel később pedig a Finnország és Görögország elleni Nemzetek Ligája mérkőzésekre készülő válogatott keretébe hívta be Marco Rossi szövetségi kapitány, Botka Endre sérülése miatt, de játéklehetőséget egyik mérkőzésen sem kapott.

## Sikerei, díjai
Újpest FC
- Magyar kupa: 
  - Győztes (2): 2014, 2018
- Magyar szuperkupa: 
  - Győztes (1): 2014

 Vasas
- Magyar másodosztályú bajnok: 2021–22